# Kasper Lynggaard
Kasper Ladefoged Lynggaard (2. september 1989 - 10. januar 2014) var en dansk motocrosskører, der blandt andet vandt DM i motocross 2013. Lynggaard døde under træningen til Dortmund Supercross, hvor han styrtede under træning og døde på stedet.

## Karriere
Lynggaard var danske mester i MX1-klassen og repræsenterede derfor Danmark ved FIM Motocross World Championship 2013. Her sluttede han på en 14. plads. Kaspers bedste resultat ved VM var en 5. plads i MX3-klassen. Han har ydermere opnået gode placeringer ved internationale Supercross-stævner.
Til Dansk Motorsport Award 2013 var han nomineret til årets motocrosskører, årets profil samt årets MC-sportskører.